# Chicago Fire (seriál)
Chicago Fire je americký televizní seriál, vysílaný stanicí NBC od 10. října 2012. Tvůrci seriálu jsou Michael Brandt a Derek Haas. Seriál sleduje životy hasičů a paramediků z hasičského oddělení v Chicagu. Dne 11. října 2016 měla premiéru pátá řada seriálu.
V březnu 2013 stanice oznámila plány na spin-off, ve kterém by se sledoval život policejního oddělení v Chicagu. Tento seriál měl premiéru 8. ledna 2014 pod názvem Chicago P.D. V květnu 2015 byl objednán další spin-off, seriál z prostředí nemocnice Chicago Med, který měl premiéru 17. listopadu 2015. 1. března 2017 měl premiéru první díl třetího spin-offu s názvem Chicago Justice. Avšak ten byl po první řadě zrušen. Dne 10. května 2017 stanice objednala šestou řadu seriálu, která měla premiéru 28. září 2017.
9. května 2018 bylo oznámeno, že seriál získal sedmou řadu. Ta měla premiéru dne 26. září 2018. Dne 26. února 2019 byla stanicí NBC objednána osmá řada, která měla premiéru dne 25. září 2019. Devátá řada bude mít premiéru dne 11. listopadu 2020.

## Děj
Seriál sleduje životy hasičů a zdravotnických záchranářů z hasičského oddělení v Chicagu. Po smrti hasiče Andrewa Dardena se skupina spolupracovníků rozdělí, protože Matthew Casey (Jesse Spencer) a Kelly Severide (Taylor Kinney) se navzájem viní za smrt jejich dlouholetého kamaráda a kolegy. Severide se cítí ještě hůře poté, co se dozví, že ho za smrt viní také Dardenova manželka. I přesto se hasiči znovu spojí poté, co málem umře hasič Christopher Herrmann (David Eigenberg).
Na stanici přichází nováček Peter Mills (Charlie Barnett), který následuje kroky svého mrtvého otce i přesto, že se to jeho matce zrovna dvakrát nelíbí. Pod taktovkou velitele Wallace Bodena (Eamonn Walker) čelí hasičská jednotka každý den různým nebezpečím.

## Obsazení

### Hlavní role
- Jesse Spencer jako Matthew Casey (1.–8. řada) (v českém znění - Jakub Wehrenberg)
- Taylor Kinney jako Kelly Severide (1.–8. řada) (v českém znění - Michal Holán)
- Monica Raymund jako Gabirela Dawson (1.–6. řada, hostující role 7. řada) (v českém znění - Kateřina Brožová)
- David Eigenberg jako Christopher Hermann (1.–8. řada) (v českém znění - Marek Vašut)
- Eamonn Walker jako Wallace Boden (1.–8. řada) (v českém znění - David Suchařípa)
- Yuri Sardarov jako Brian "Otis" Zvonecek (2.–8. řada, vedlejší role 1. řada) (v českém znění - Petr Gelnar)
- Joe Minoso jako Joe Cruz (2.–8. řada, vedlejší role 1. řada) (v českém znění - Ernesto Čekan)
- Christian Stolte jako Randall "Mouch" McHolland (2.–8. řada, vedlejší role 1. řada) (v českém znění - Ladislav Cigánek)
- Kara Killmer jako Sylvie Brett (3.–8. řada)
- Dora Madison jako Jessica Chilton (4. řada, vedlejší role – 3. řada)
- Charlie Barnett jako Peter Mills (1.–3. řada) (v českém znění - Radek Hoppe)
- Lauren German jako Leslie Elizabeth Shay (1.–2. řada) (v českém znění - Kateřina Lojdová)
- Teri Reeves jako Dr. Hallie Thomas (1.řada) (v českém znění - Kateřina Petrová)
- Steven R. McQueen jako Jimmy Borelli (4–5. řada)
- Miranda Rae Mayo jako hasička Stella Kidd (5.-8. řada, vedlejší role – 4. řada)
- Annie Ilonzeh jako Emily Foster (7.–8. řada)
- Alberto Rosende jako Blake Gallo (od 8. řady)
- Daniel Kyri jako Darren Ritter (od 9. řady, vedlejší role – 7.–8. řada)

### Vedlejší role
- Michael Cognata jako Julian Robbins
- Randy Flager jako hasič Harold Capp
- Anthony Ferraris jako hasič Tony Ferraris
- DuShon Monique Brown jako Connie (1.–6. řada)
- Mo Gallini jako hasič Jose Vargas (v českém znění - Martin Zahálka)
- Shiri Aplleby jako Clarice Carthage (1. řada)
- Kathleen Quinlan jako Nancy Casey
- Sarah Shahi jako Renne Royce (1.–2. řada)
- Treat Williams jako Benjamin "Benny" Severide (2.–7. řada)
- Jeff Hephner jako Jeff Clarke
- Robyn Coffin jako Cindy Herrmann
- William Smillie jako Kevin Hadley
- Edwin Hodge jako Rick Newhouse
- Michelle Forbes jako Gail McLeod
- John Hoogenakker jako Spellman
- Christine Evangelista jako Allison Rafferty
- Alexandra Metz jako Elise Mills
- Brittany Curran jako Katie Nolan
- Damon Dayoub jako Jake Cordova
- Gordon Clapp jako hasič Chaplin Orlovsky
- Teddy Sears jako Chalpin Kyle Sherffield

## Vysílání
| Řada | Díly | Premiéra v USA     | Premiéra v USA  | Premiéra v ČR   | Premiéra v ČR     |
| Řada | Díly | První díl          | Poslední díl    | První díl       | Poslední díl      |
| ---- | ---- | ------------------ | --------------- | --------------- | ----------------- |
| 1    | 24   | 10. října 2012     | 22. května 2013 | 5. března 2014  | 5. listopadu 2015 |
| 2    | 22   | 24. září 2013      | 13. května 2014 | nebylo vysíláno | nebylo vysíláno   |
| 3    | 23   | 23. září 2014      | 12. května 2015 | nebylo vysíláno | nebylo vysíláno   |
| 4    | 23   | 13. října 2015     | 17. května 2016 | nebylo vysíláno | nebylo vysíláno   |
| 5    | 23   | 11. října 2016     | 16. května 2017 | nebylo vysíláno | nebylo vysíláno   |
| 6    | 23   | 28. září 2017      | 10. května 2018 | nebylo vysíláno | nebylo vysíláno   |
| 7    | 22   | 26. září 2018      | 22. května 2019 | nebylo vysíláno | nebylo vysíláno   |
| 8    | 20   | 25. září 2019      | 15. dubna 2020  | nebylo vysíláno | nebylo vysíláno   |
| 9    | 16   | 11. listopadu 2020 | 26. května 2021 | nebylo vysíláno | nebylo vysíláno   |
| 10   | 22   | 22. září 2021      | 25. května 2022 | nebylo vysíláno | nebylo vysíláno   |

Seriál vysílá ve Spojených státech stanice NBC. Posledních pět epizod je vždy dostupných na Hulu. 4. série je dostupná na internetové stránce NBC.com nebo na aplikaci stanice NBC app. Všechny epizody jsou dostupné ke stažení na iTunes, Amazon Instant Video a Vudu. V České republice seriál vysílá stanice TV Barrandov.

## Produkce

### Vývoj
K pilotní epizodě napsali scénář tvůrci seriálu Michael Brandt a Derek Haas, natočena byla v Chicagu. Televizní stanice seriál objednala v květnu roku 2012 a poté, co obdržela scénář, vybrala seriál do svého vysílacího období.

### Spin-offy
V březnu 2013 stanice oznámila plány na spin-off seriálu, ve kterém by se sledoval život policejního oddělení v Chicagu. Seriál byl produkován Dickem Wolfem a Derek Haas, Michael Brandt a Matt Olmstead se na projektu podíleli jako výkonní producenti. Seriál měl premiéru 8. ledna 2014 pod názvem Chicago P.D. Hlavní role v seriálu hrají Jason Beghe, Jon Seda, Sophia Bush, Jesse Lee Soffer, Patrick Flueger, Elias Koteas, Marina Squerciati, LaRoyce Hawkins a Archie Kao.
V únoru 2015 byly oznámeny plány na další spin-off, tentokrát z prostředí nemocnice, s názvem Chicago Med. Dne 1. května 2015 byl seriál objednán. Hlavní role v seriálu hrají Oliver Platt, S. Epatha Merkerson, Nick Gehlfuss, Yaya DaCosta, Torrey DeVitto, Rachel DiPillo, Marlyne Barrett, Colin Donnell a Brian Tee.